# ペーンガンガー川
ペーンガンガー川（‐がわ、英：Penganga River; Paingangaとも綴る）はインド マハラシュトラ州ヤヴァトマール県最大の川であり、同県の南東の境界線上を曲がりくねって流れる。川底は深く、航行は不可能。アジャンター山脈から流れ出て、ワールダー川（Wardha River）の主要支流となる。主な支流にAdan Riverがある。